# Рональд Коуз
Ро́нальд Га́рі Ко́уз (англ. Ronald Harry Coase, нар. 29 грудня 1910, Вілесден, Північно-Західний Лондон — † 2 вересня 2013, Чикаго) — англо-американський економіст, Кліфтон Р. Масер Професор Емерітус з економіки у Правничій школі Чиказького університету. Лауреат Нобелівської премії з економіки 1991 року.

## Біографія
Народився Рональд Коуз 29 грудня 1910 р. у Вілсдені, передмісті Лондона, в сім'ї поштових службовців.
1929 р. закінчив класичну середню школу і, склавши іспити з курсу комерція, перейшов до Лондонської школи економіки. Там його вчителем був Арнольд Плант, відомий англійський економіст, спеціаліст з проблем управління бізнесом, який прищепив своєму учневі глибокий інтерес до вивчення проблем власності.
Отримавши стипендію Е.Касселя, Коуз 1931/32 академічний рік провів у США, де вивчав структуру американської промисловості. І тут повністю визначилися його подальші інтереси та кар'єра. Вперше Коуз серйозно заявив про себе у листопаді 1937 р., опублікувавши в журналі «Економіка» фундаментальну працю «Природа фірми», де він узагальнив зібраний матеріал.
Після повернення до Англії 1932 р. Коуз закінчив Лондонську школу економіки і розпочав викладацьку діяльність, спочатку в Школі економіки і статистики в Данді (І932-1934 рр.), потім в Ліверпульському університеті (1934-35 рр.), а від 1935 р. — в Лондонській школі економіки, куди його запросили читати курс економіки організацій та підприємств суспільної сфери.
1946 р. Коуз був призначений відповідальним за основний навчальний курс з економіки цього закладу. 1948 р. Коуз, будучи стипендіатом Фонду Рокфеллера, протягом 9 місяців перебуває в США, де вивчає організацію американської служби радіомовлення.
1951 р. після присудження докторського ступеня Коуз переїздить до США. Впродовж 1951—1958 рр. він працює в Університеті в Буффало (штат Нью-Йорк), потім — в університеті штату Вірджинія, а 1964 р. стає професором Чиказького університету й одночасно — головним редактором «Журналу економіки і права».
Помер 2 вересня 2013 в лікарні святого Джозефа, Чикаго на 103-му році життя.

## Дослідження
Переймаючись інституціональними проблемами, Коуз у 50-ті роки пише ряд статей з аналізу природи і походження стабільності державних монополій на прикладі установ зв'язку і радіомовлення. Своїми роботами Коуз здійснив прорив у розумінні інституціональної структури економіки. Науковий авторитет ученому-економісту забезпечили праці «Природа фірми» (1937), «Дискусія про граничні витрати» (1941), «Проблема соціальних витрат» (І960) тощо. 1982 р. він вийшов у відставку, але продовжував проводити наукові дослідження в рідному університеті. Рональд Коуз — член Американської та Британської академій наук, почесний професор Чиказького університету.

### Проблема соціальних витрат
У 1961 р. він опублікував статтю «Проблема соціальних витрат», в якій виступив проти спроб знайти скрізь, де тільки можливо, «фіаско ринку» і вимагати на цій підставі державного втручання в економіку. Як приклад можна взяти шум від роботи аеропорту або фабричний дим, що отруює повітря. Вважалося, що держава повинна вводити спеціальний податок на тих, хто породжує такі зовнішні несприятливі чинники, і встановити контроль за їхньою діяльністю. Тим часом, зовнішні ефекти мають обопільний характер. Фабричний дим заподіює шкоду фермерам, але заборона на викид обертається збитком для споживачів продукції цієї фабрики. Тому має йтися про те, як мінімізувати величину сукупного збитку.
Виявляється, якщо права власності чітко визначені й трансакційні витрати (з ведення переговорів тощо) малі, то ринок може самостійно усувати зовнішні ефекти: зацікавлені сторони в змозі самостійно досягти прийнятного вирішення проблем. При цьому не матиме значення, хто саме володіє правом власності — фермери на чисте повітря або господар фабрики на його забруднення. У будь-якому регіоні можна встановити прийнятні рівні забруднення навколишнього середовища, а потім відкрити вільну торгівлю правами на законне забруднення.
Учасник, здатний здобути з володіння таким правом більшу вигоду, просто викупить його у того, для кого воно становить меншу цінність. Це положення (незалежність оптимального рішення від розподілу прав власності) є основою «теореми Коуза».

### Маяк в економічній теорії
«Маяк в економічній теорії» («The Lighthouse in Economics») - наукова праця Рональда Коуза 1974 року. У ній він кидає виклик традиційній думці в економічній теорії про те, що маяки є суспільними благами, а точніше, що існує консенсус про те, що приватне будівництво та експлуатація маяків були неможливими. Аргументи Коуза базуються на досвіді Британії з 17 по 19 століття.

### Цитата
Коуз автор відомої, але часто неправильно цитованої фрази: «Якщо мучити дані досить довго — вони зізнаються».

## Нобелівська премія
Рональда Коуза удостоєно Нобелівської премії з економіки 1991 р. за «відкриття і роз'яснення значення вартості укладання угод та майнових прав для інституціональної структури економіки та її функціонування». Як революційний прорив у розумінні цієї структури охарактеризовано його наукові досягнення.
Суть наукового внеску полягає в тому, що до нього економіку аналізували у рамках інституціональної структури, що приймалася як дане. Зусилля пояснити її вважалися непотрібними або марними. Наприклад, існування організацій типу тих, які ми називаємо фірмами, сприймалося як само собою зрозуміле. Зміни форм контрактів теж розглядалися як аксіоматичний факт, а юридичні закони і положення — як привнесені ззовні правила для економічної діяльності. У ході своїх досліджень Рональд Коуз розмірковував над питанням: чому менеджери і робітними воліють працювати разом, замість того щоб продавати свою працю один одному на ринку? Відповідь стверджувала: в разі відмови від існуючого порядку речей були би потрібні набагато більші витрати на підготовку і виконання контрактів, у тому числі на організаційне управління цими процесами. Рональд Коуз показав, що традиційна мікроекономічна теорія була неповною, бо не враховувала ці витрати, розглядаючи лише виробничі і транспортні.